# منتخب فنزويلا تحت 17 سنة لكرة القدم
منتخب فنزويلا تحت 17 سنة لكرة القدم (بالإسبانية: Selección de fútbol sub-17 de Venezuela)‏ هو ممثل فنزويلا الرسمي في المنافسات الدولية في كرة القدم في فئة كرة قدم تحت 17 سنة للرجال، يديريه اتحاد فنزويلا لكرة القدم.